# Jean Nicolas (football)
Pour les articles homonymes, voir Jean Nicolas et Nicolas.
Jean Nicolas, né le 9 juin 1913 à Nanterre et mort le 8 septembre 1978 à Nalliers (Vendée), est un footballeur international français.
Cet attaquant fait preuve au cours de sa carrière d'une exceptionnelle efficacité, aussi bien au FC Rouen, le club auquel il est resté fidèle, qu'en équipe de France, avec laquelle il dispute la Coupe du monde 1934 et la Coupe du monde 1938.

## Carrière

### Joueur
Élève au lycée Corneille de Rouen, Jean Nicolas fait ses débuts au FC Rouen en février 1930, en championnat de Normandie (le championnat de France professionnel n'existe pas encore), à seize ans et demi. Il inscrit son premier but lors d'une victoire décisive des Diables rouges face au Havre AC, qui offre le titre régional à son équipe. Adroit des deux pieds, doté d'une frappe redoutable, Nicolas s'impose vite comme l'un des tout meilleurs attaquants français de sa génération, au point d'être sélectionné en équipe de France le 12 février 1933, à 19 ans, face à l'Autriche, alors que le club est toujours amateur.
En 1933, son club opte à son tour pour le professionnalisme et intègre la deuxième division. Nicolas marque six buts pour le match d'ouverture en professionnel du FCR face au Club français, écrasé 12-3 le 3 septembre 1933. La « ligne mitrailleuse » formée de Nicolas, Roger Rio et Bernard Antoinette mène le club en tête de championnat. Malgré les 54 buts de Nicolas en 26 matchs (un record qui tient toujours pour le championnat de deuxième division), le FC Rouen est finalement devancé au goal average par le Red Star. Auteur d'un quadruplé face au Luxembourg en match qualificatif pour la Coupe du monde 1934, il est logiquement sélectionné pour la phase finale et ouvre le score en huitième de finale face aux redoutables Autrichiens (la Wunderteam), qui finalement se qualifient après prolongation (3-2).
Lors des deux saisons suivantes, Jean Nicolas inscrit respectivement 30 et 45 buts, ce qui en fait chaque saison le meilleur buteur de D2. En 1936, le FC Rouen est finalement promu dans l'élite. Nicolas inscrit pour sa première saison à ce niveau 27 buts en 26 matchs. Quatrième en championnat, son équipe atteint aussi les demi-finales de la Coupe de France, mais s'y incline devant le RC Strasbourg, malgré un nouveau but de Nicolas (3-1). La saison suivante, Nicolas termine meilleur buteur en inscrivant 26 buts en 26 matchs, grâce notamment à un record de sept buts inscrits en un seul match face à Valenciennes le 1er mai 1938 (9-1). 
De nouveau sélectionné en équipe de France pour la Coupe du monde 1938, Nicolas inscrit un doublé face à la Belgique, battue 3-1, mais ne peut empêcher aux Français de s'incliner en quart de finale face à l'Italie, tenante du titre. Nicolas joue son dernier match international quelques mois plus tard, à 25 ans, sur un dernier match en Italie. En 25 sélections en équipe de France, il aura inscrit 21 buts, ce qui fait alors de lui le meilleur buteur de l'équipe de France devant Paul Nicolas. 
La saison 1938-1939 est plus difficile pour lui, avec 11 buts en 24 matchs. Alors que la Seconde Guerre mondiale interrompt les compétitions, il arrête sa carrière sportive. En 164 matchs de championnat de France avec les Rouennais (sans compter la Coupe de France et le championnat de Normandie donc), il aura inscrit 193 buts.

### Entraîneur
Après la guerre, il s'installe dans le Finistère. Il devient entraîneur de clubs amateurs : le Stade léonard Kreisker, à Saint-Pol-de-Léon, de 1948 à 1951, puis l'équipe de Saint-Valentin de Guilers, dans la banlieue de Brest, enfin en 1954 et 1955 le Cercle olympique de Lesneven.

## Statistiques
| Saison                | Club                  | Championnat           | Championnat | Championnat | Coupe(s) nationale(s) | Coupe(s) nationale(s) | France | France | Total | Total |
| Saison                | Club                  | Division              | M.          | B.          | M.                    | B.                    | M.     | B.     | M.    | B.    |
| 1929-1930             | FC Rouen              | Normandie             | ?           | 3           | -                     | -                     | -      | -      | 1+    | 3     |
| 1930-1931             | FC Rouen              | Normandie             | 14          | 26          | 4                     | 10                    | -      | -      | 18    | 36    |
| 1931-1932             | FC Rouen              | Normandie             | ?           | 27          | 3                     | 5                     | -      | -      | 3+    | 32    |
| 1932-1933             | FC Rouen              | Normandie             | 13          | 29          | 3                     | 11                    | 5      | 3      | 21    | 43    |
| 1933-1934             | FC Rouen              | D2                    | 26          | 54          | 4                     | 3                     | 7      | 10     | 37    | 67    |
| 1934-1935             | FC Rouen              | D2                    | 29          | 30          | 4                     | 9                     | 3      | 2      | 36    | 41    |
| 1935-1936             | FC Rouen              | D2                    | 36          | 45          | 2                     | 5                     | -      | -      | 38    | 50    |
| 1936-1937             | FC Rouen              | D1                    | 26          | 27          | 5                     | 8                     | 2      | 0      | 33    | 35    |
| 1937-1938             | FC Rouen              | D1                    | 26          | 26          | 2                     | 0                     | 7      | 6      | 35    | 32    |
| 1938-1939             | FC Rouen              | D1                    | 24          | 11          | 1                     | 0                     | 1      | 0      | 26    | 11    |
| 1939-1940             | FC Rouen              | D1-ZN                 | 1           | 0           | 1                     | 0                     | -      | -      | 2     | 0     |
| Total sur la carrière | Total sur la carrière | Total sur la carrière | 192+        | 278         | 29                    | 51                    | 25     | 21     | 246   | 350   |

## Palmarès
- Champion de France de 2e division : 1936 (FC Rouen).
- Meilleur buteur du Championnat de France de 1re division : 1938 (26 buts) (FC Rouen).
- Meilleur buteur du Championnat de France de 2e division : 1934 (54 buts), 1935 (30 buts) et 1936 (45 buts) (FC Rouen).